# Etelka Barsiné Pataky
Etelka Barsiné Pataky (ur. 15 września 1941 w Budapeszcie, zm. 4 lutego 2018 tamże) – węgierska polityk, inżynier, dyplomata i samorządowiec, eurodeputowana VI kadencji.

## Życiorys
W 1964 ukończyła studia inżynierskie na politechnice w Budapeszcie, w 1980 specjalizowała się w zakresie miejskiego planowania. Pracowała przez 25 lat w zawodzie projektanta. W okresie przemian politycznych zaangażowała się w działalność Węgierskiego Forum Demokratycznego. W 1990 została radną Budapesztu i przewodniczącą partyjnego klubu radnych, objęła też funkcję wiceprzewodniczącej węgierskiej izby inżynierów. Od 1992 do 1994 przewodniczyła krajowej radzie ds. wystaw światowych (EXPO).
W latach 1994–1998 sprawowała mandat posłanki do Zgromadzenia Narodowego. Od 2000 do 2003 była ambasadorem Węgier w Austrii.
W wyborach w 2004 z listy Fideszu została deputowaną do Parlamentu Europejskiego. Była członkinią Komisji Transportu i Turystyki oraz grupy EPP-ED. W 2009 nie ubiegała się o reelekcję, w tym samym roku wybrano ją na przewodniczącą węgierskiej izby inżynierów.